# 納吉爾法
納吉爾法（Naglfar），是北歐神話中的大船，整個船據說是用死者的指甲所建成。當這艘船完成的時候，就是北歐諸神和巨人族的最後大戰「諸神的黃昏」之時。
在《詩體埃達》中，負責掌舵的是背叛諸神的邪神洛基，在《散文埃達》中，負責掌舵的則是巨人赫列姆（Hrym）。這艘大船為火巨人所有，當「諸神的黃昏」來臨時，船上會滿載著諸神的敵人。而諸神會乘上斯基德普拉特尼（Skidbladnir）與巨人對抗。

## 大眾文化中
- 电子遊戲《巫师3：狂猎》中作为主要反派角色狂猎之王乘坐的大船登场。